# Val d'Orcia
Val d'Orcia hoặc Valdorcia là khu vực thung lũng kéo dài từ những ngọn đồi phía nam Siena đến đỉnh Monte Amiata, thuộc tỉnh Siena, Toscana, miền Trung nước Ý. Những ngọn đồi thoai thoải của nơi đây thi thoảng bị chia cắt bởi những thung lũng nhỏ, những thị trấn và làng mạc tuyệt đẹp như là Pienza (được xây dựng lại như là một thị trấn lý tưởng dưới sự bảo trợ của Giáo hoàng Piô II), Radicofani (quê hương của vị anh hùng sống ngoài vòng pháp luật Ghino di Tacco) và Montalcino (nơi sản xuất Brunello di Montalcino là một trong số những loại rượu vang uy tín nhất nước Ý). Phong cảnh của nó đã là nguồn cảm hứng trong các tác phẩm nghệ thuật từ hội họa Phục hưng cho đến nhiếp ảnh hiện đại.

## Đô thị
Có tổng cộng 5 đô thị tạo nên cảnh quan văn hóa của Val d'Orcia là Castiglione d'Orcia, San Quirico d'Orcia, Pienza, Radicofani và Montalcino. Ngoài ra, có các đô thị khác nằm tại khu vực này bao gồm Contignano, Monticchiello, Bagno Vignoni, Rocca d'Orcia, Campiglia d'Orcia, Bagni San Filippo, Vivo d'Orcia và một phần của các đô thị Sarteano, Castiglioncello del Trinoro, Castel del Piano, Montenero d'Orcia, Montegiovi. Nhiều trang trại nông nghiệp, nhà nông thôn, pháo đài, tòa tháp nằm phân tán trong cảnh quan biệt lập và yên bình. Ở rìa của khu vực thung lũng này là Montepulciano và Chianciano Terme.

## Di sản thế giới
Val d'Orcia là một cảnh quan thiên nhiên, nghệ thuật, văn hóa tuyệt đẹp được UNESCO công nhận là Di sản thế giới từ ngày 2 tháng 7 năm 2004. Nó là ví dụ tuyệt vời về cảnh quan thiên nhiên được thiết kế lại trong thời kỳ Phục hưng, phản ánh những ý tưởng của phương thức quản lý đất đai tốt hình thành ra một cảnh quan có tính thẩm mỹ. Được tôn vinh bởi các họa sĩ trường phái Sienese, Val d'Orcia phát triển rực rỡ trong thời kỳ Phục hưng, cảnh quan của nó mô tả cuộc sống hòa hợp với thiên nhiên, trở thành biểu tượng của thời Phục hưng, ảnh hưởng sâu sắc và là nguồn cảm hứng trong các tác phẩm nghệ thuật cho đến tận ngày nay.
Một đô thị nổi tiếng trong khu vực này là Pienza cũng được UNESCO công nhận là Di sản thế giới từ năm 1996.

## Động thực vật
Cảnh quan của khu vực này bị chi phối chủ yếu bởi những cây Bách. Ngoài ra là những khu rừng Sồi ở Monte Amiata. Về động vật, tại đây có một số loài như Ưng, Mèo rừng châu Âu, Kỳ giông mào Ý, Rắn và Rùa Hermann.

## Hình ảnh

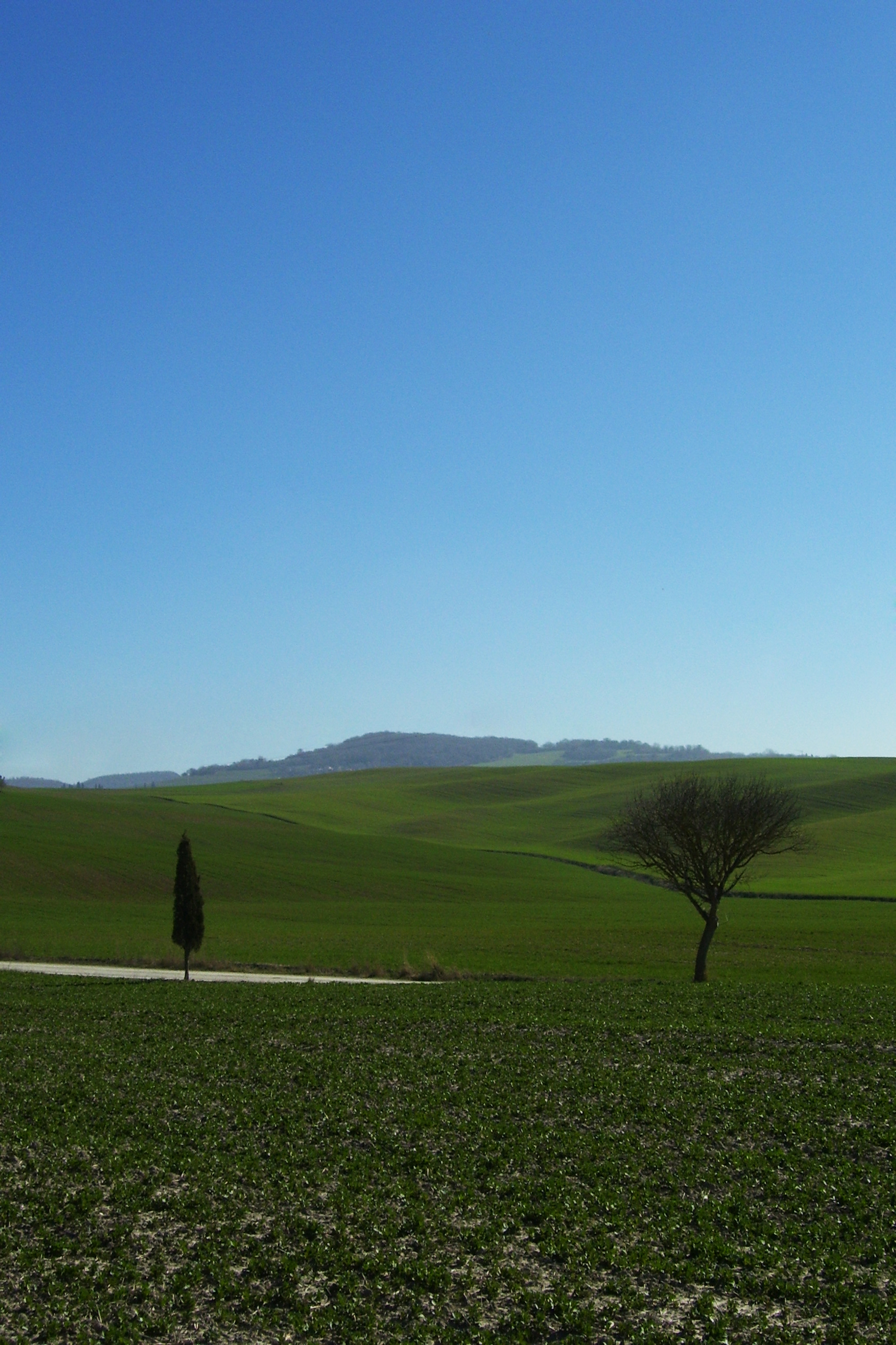
Cảnh nông thôn gần Pienza
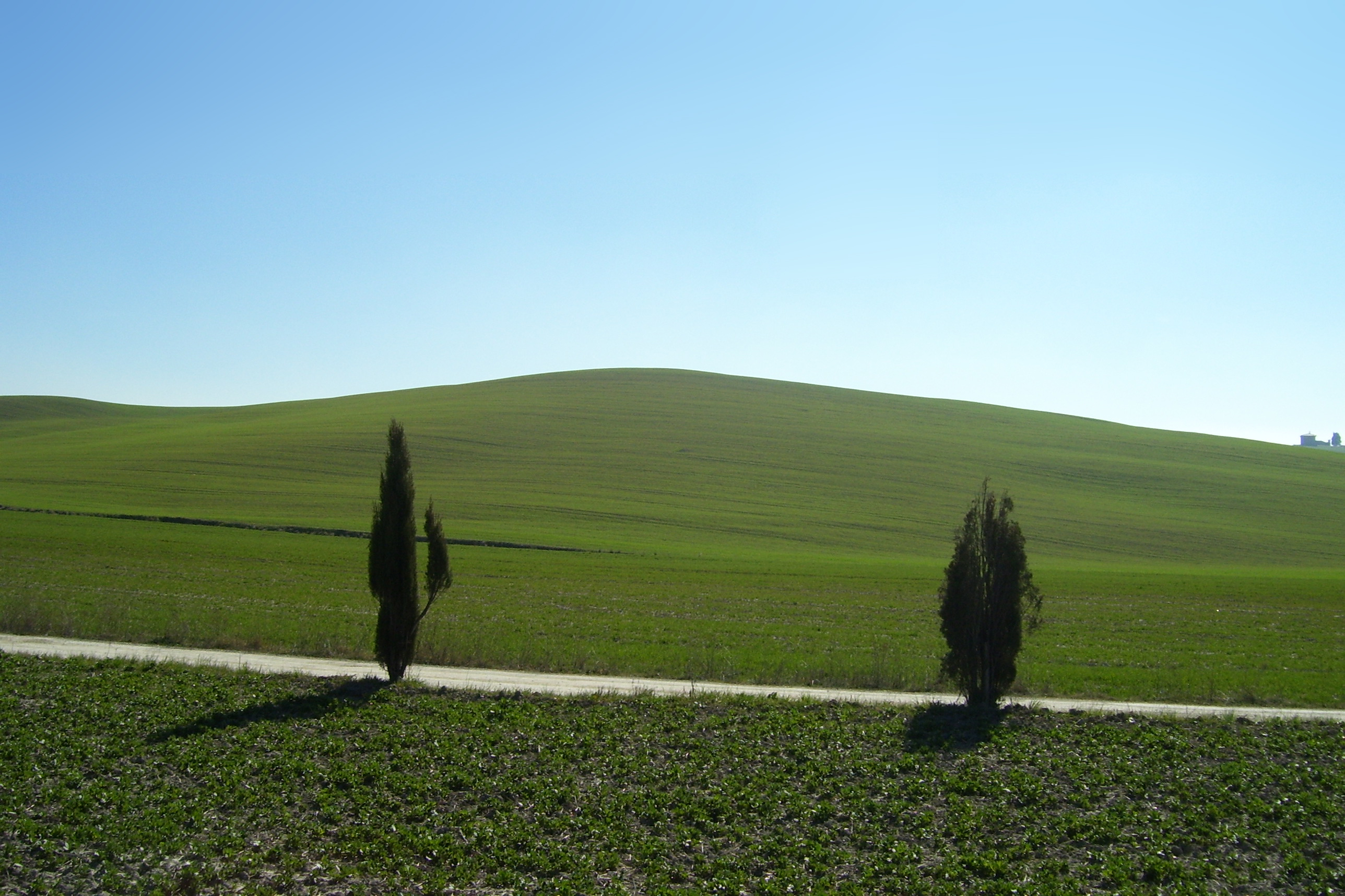
Cảnh quan điển hình của Val d'Orcia
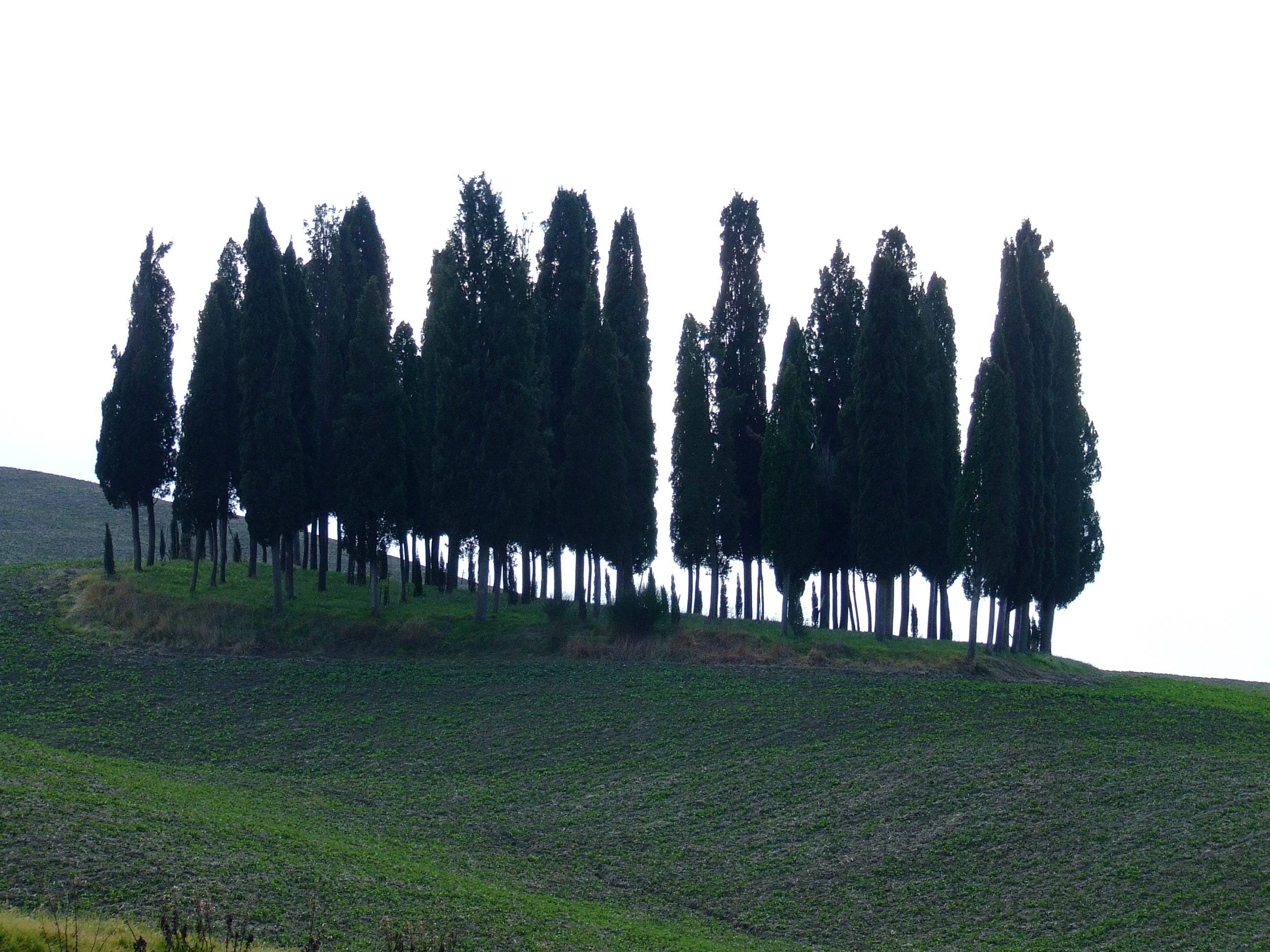
Những cây bách gần San Quirico
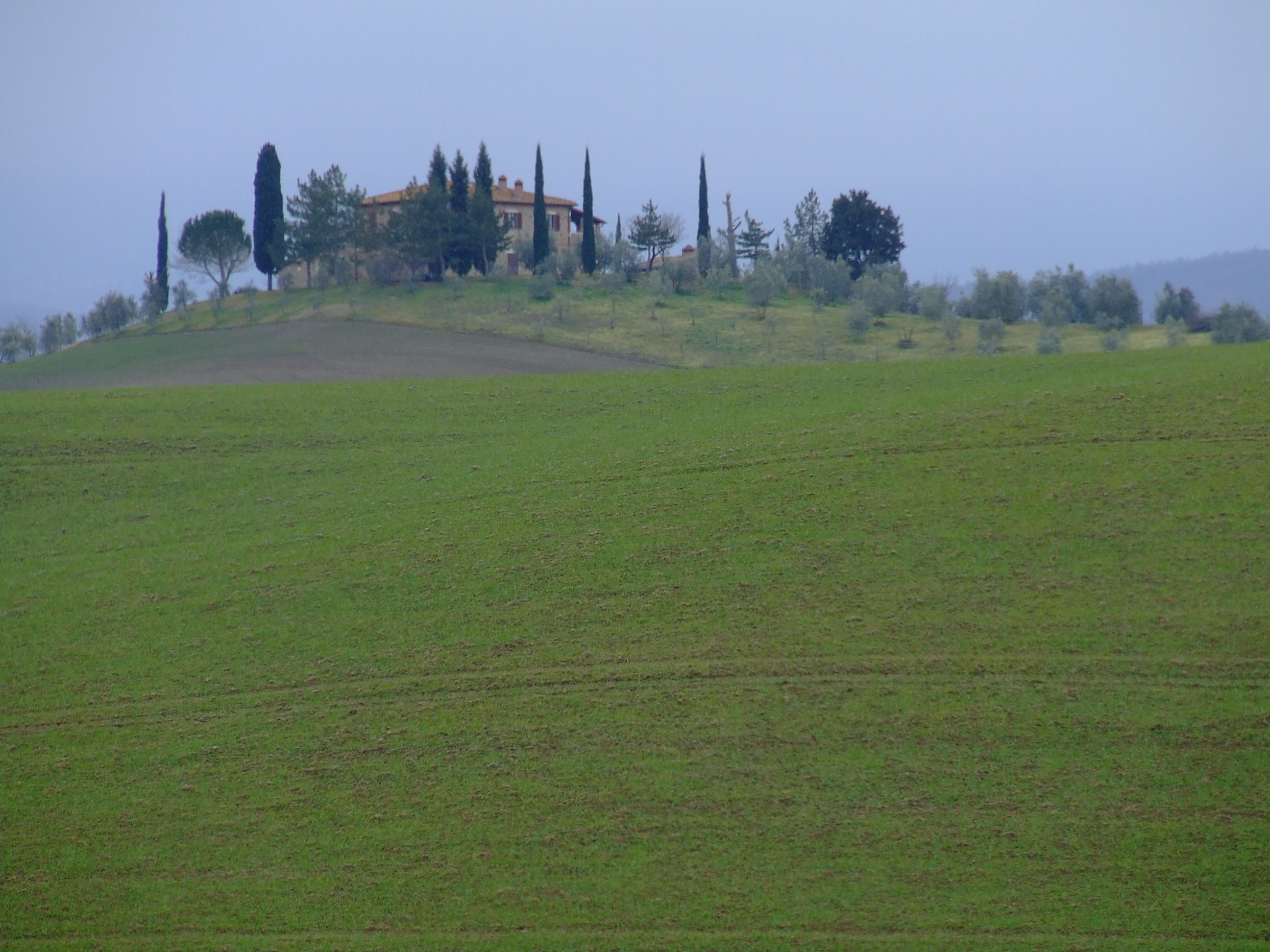
Một trang trại đồn điền với những cây bách.
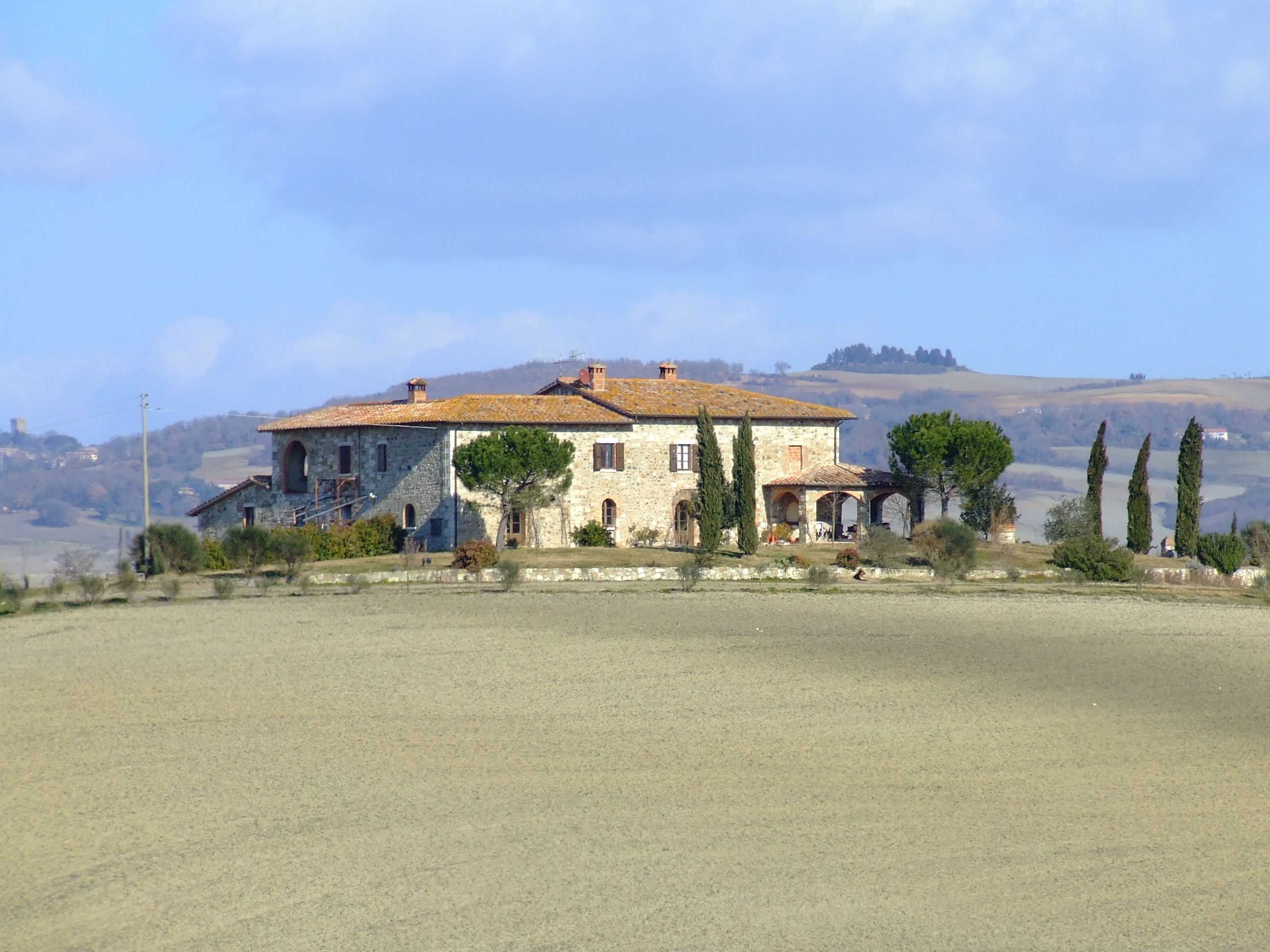
Trang trại.
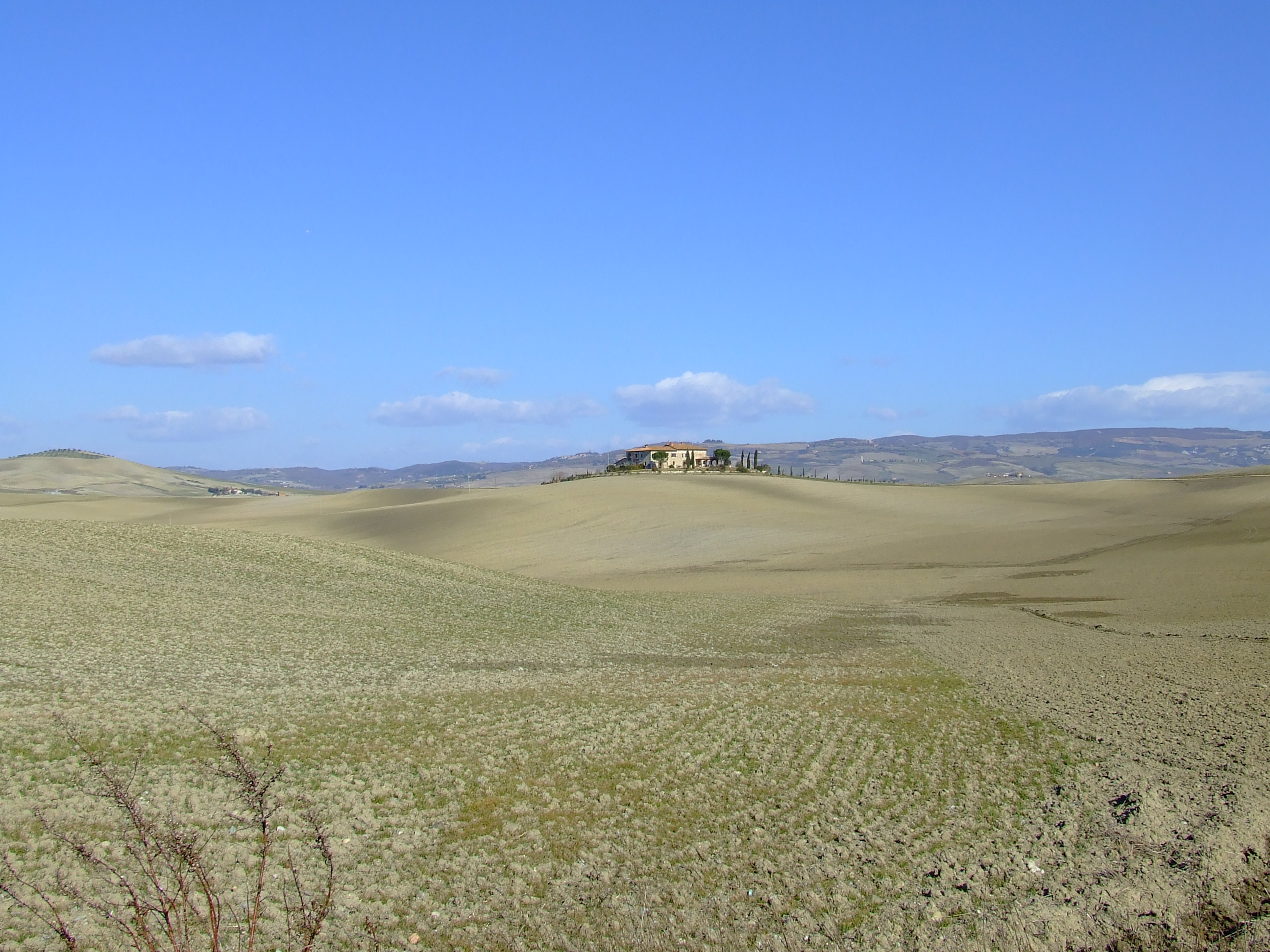
Cảnh quan nông thôn
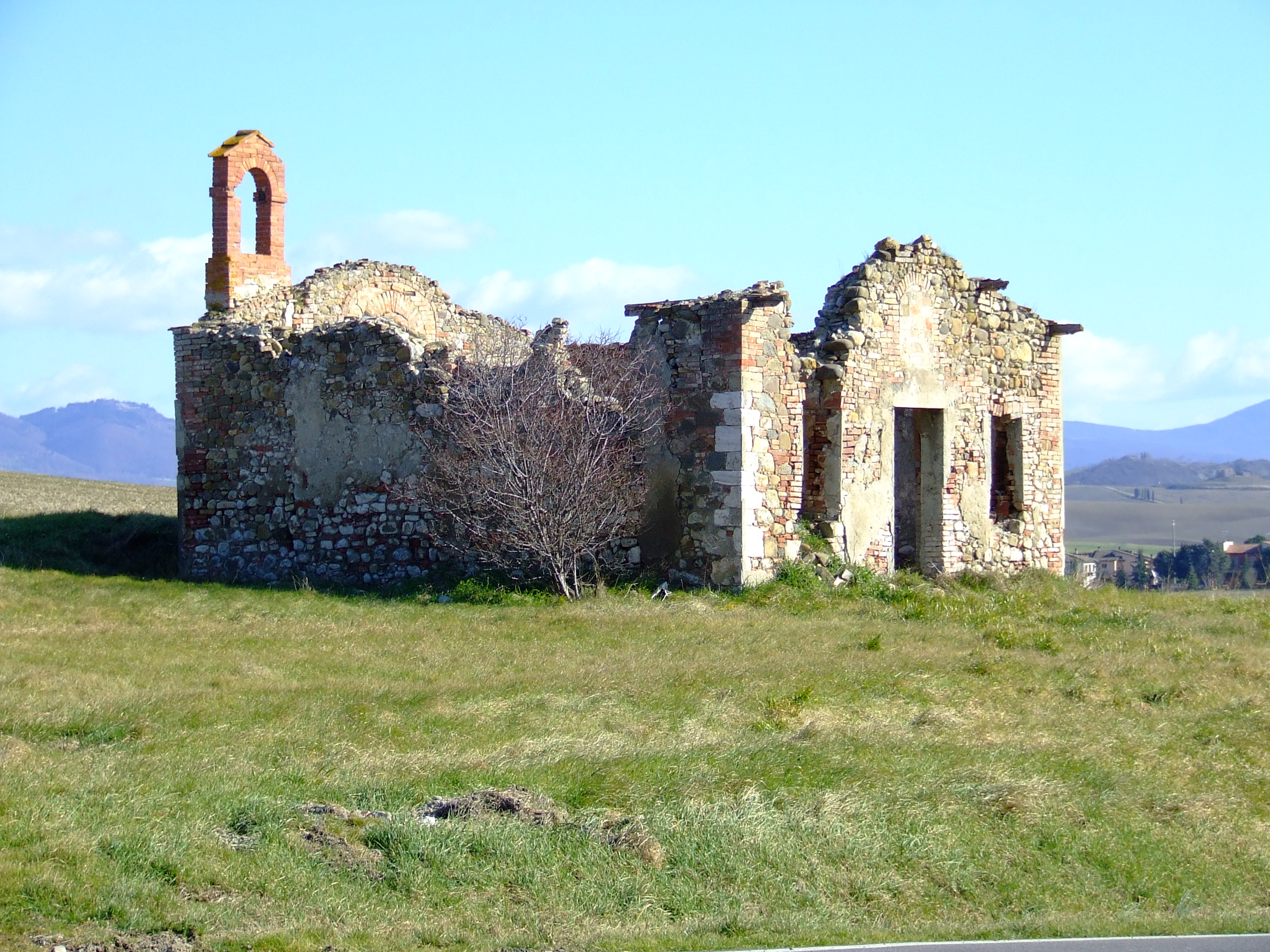
Một nhà thờ gần Gallina (Castiglione d'Orcia)
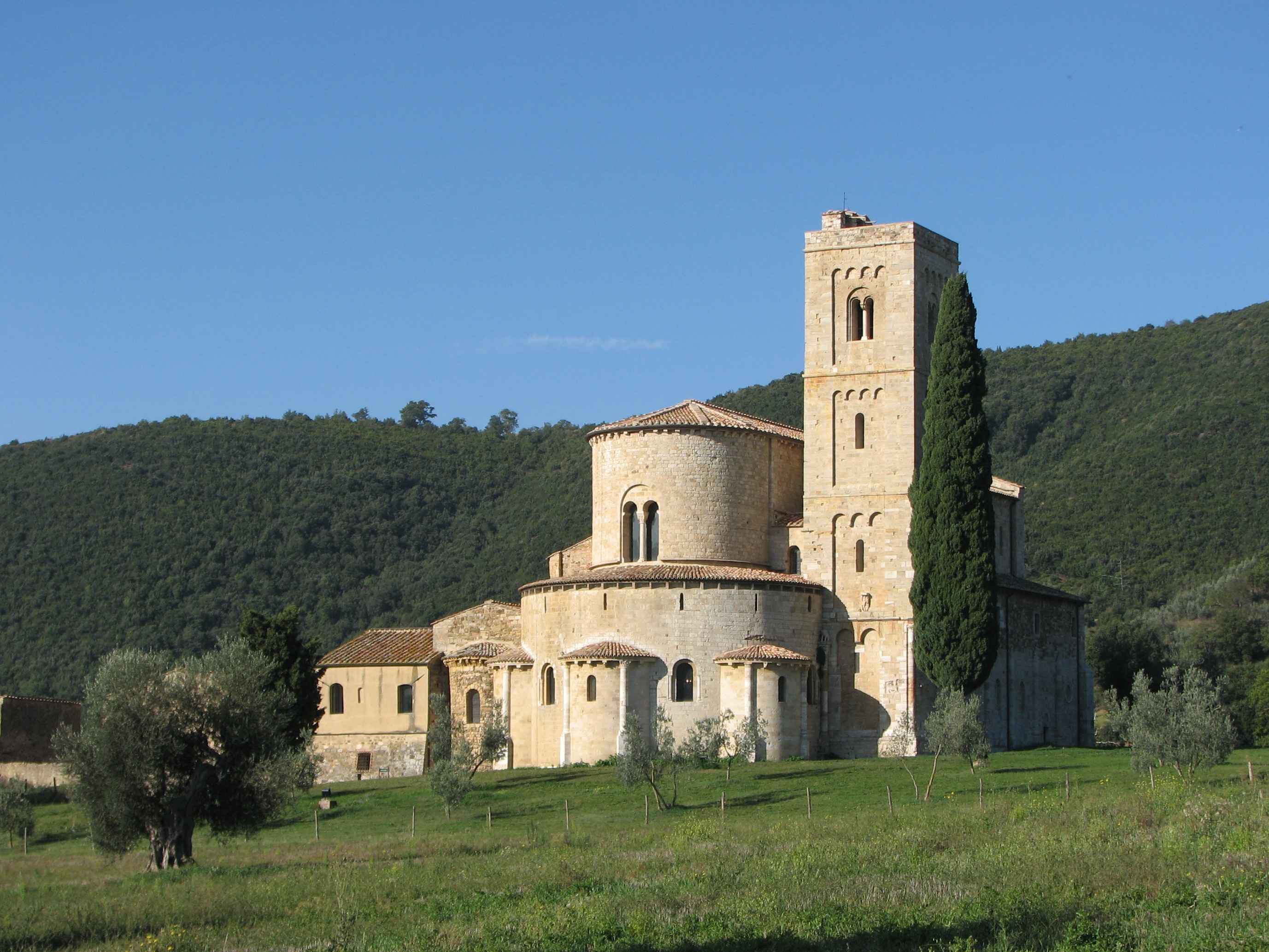
Tu viện Sant'Antimo (Thế kỷ 10), gần Montalcino
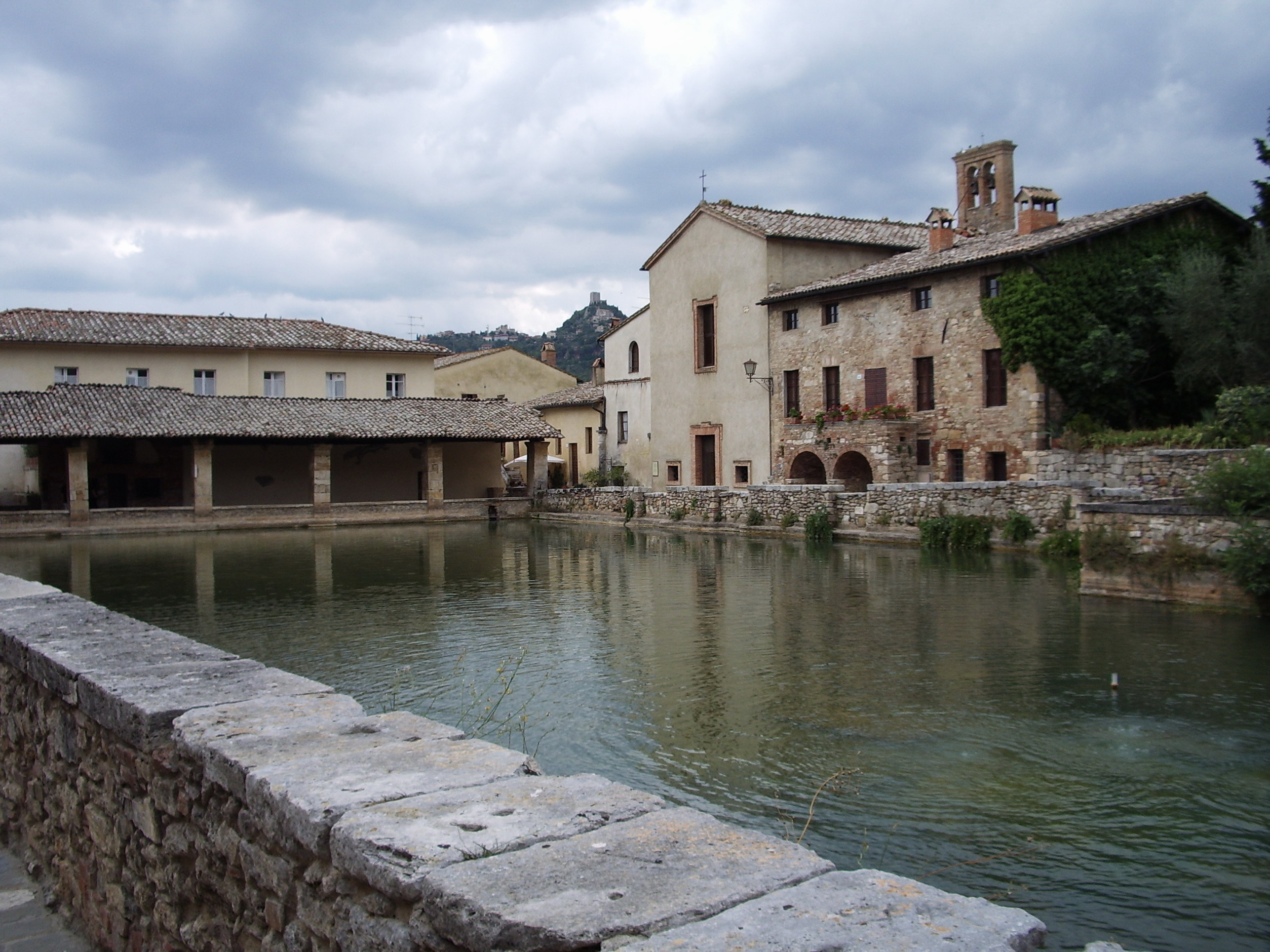
Nhà tắm nước nóng Bagno Vignoni
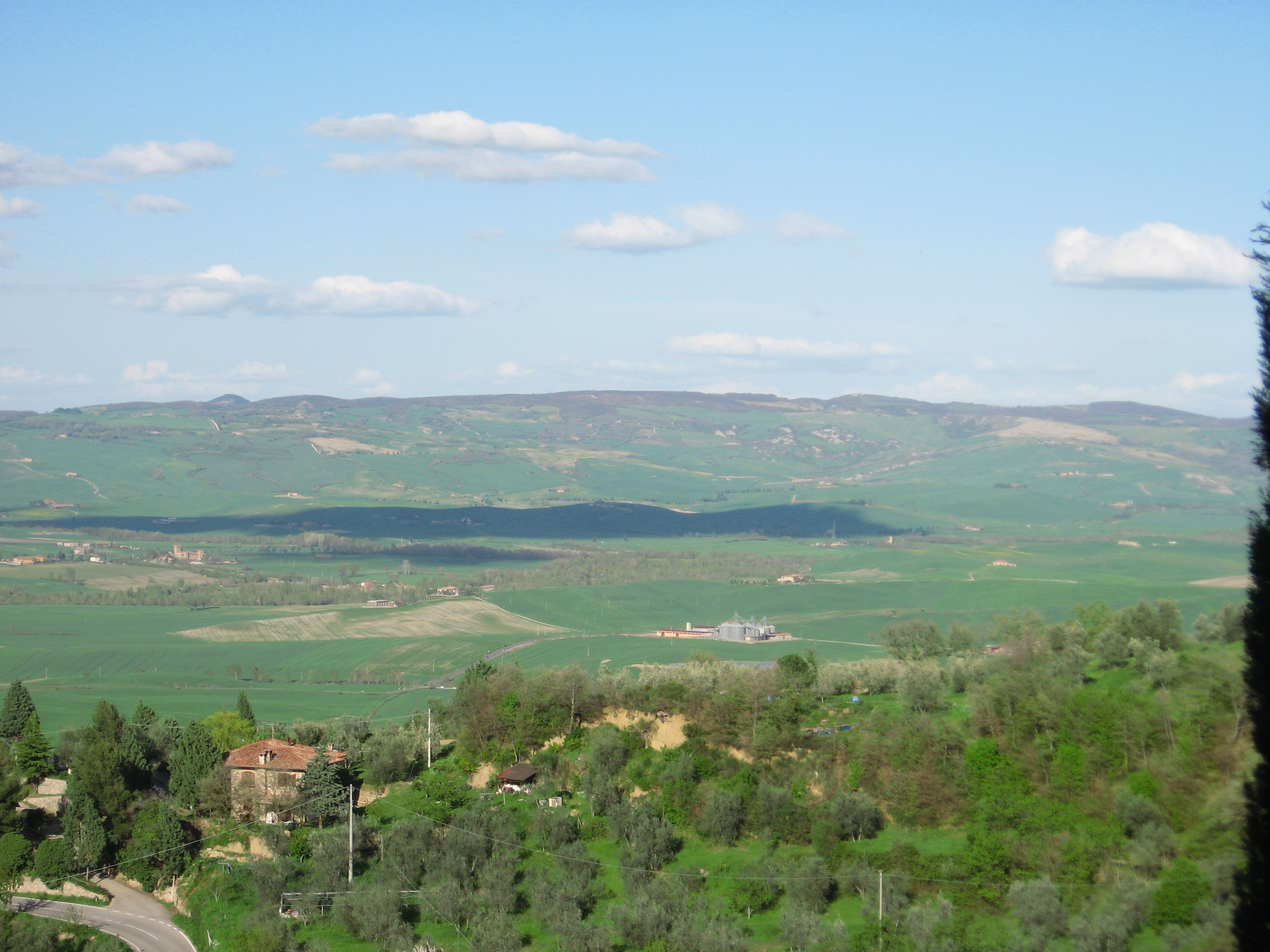
Toàn cảnh từ Rocca d'Orcia
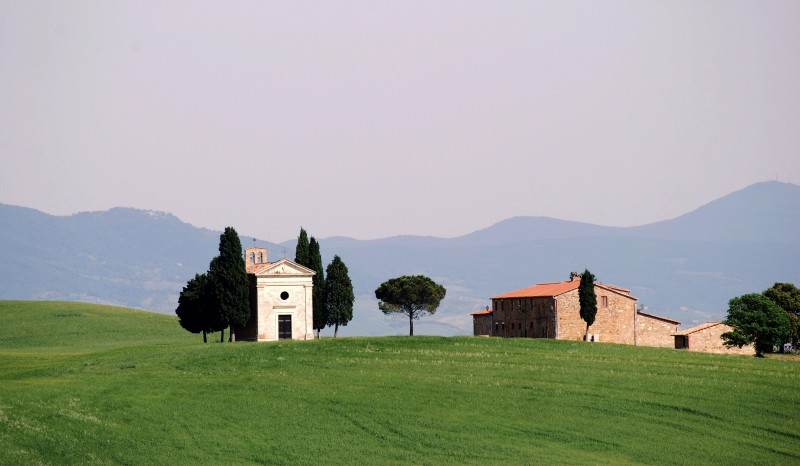
Nhà nguyện Madonna di Vitaleta, gần San Quirico d'Orcia
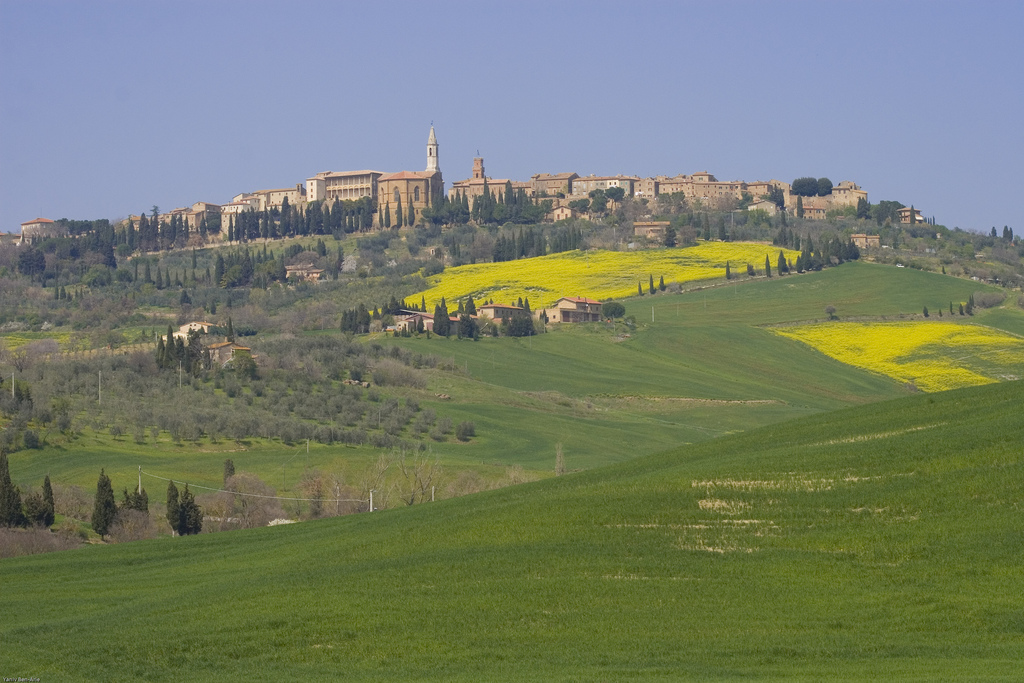
Toàn cảnh Pienza